# Ruffia
Ruffia est une commune italienne de la province de Coni dans la région Piémont en Italie.

## Administration
| Période                                  | Période | Identité | Étiquette | Qualité |
| ---------------------------------------- | ------- | -------- | --------- | ------- |
|                                          |         |          |           |         |
| Les données manquantes sont à compléter. |         |          |           |         |

### Communes limitrophes
Cavallerleone, Cavallermaggiore, Monasterolo di Savigliano, Murello, Scarnafigi, Villanova Solaro

## Personnalité liée à la commune
- Pierre Cambiani (1320-1365) bienheureux dominicain né à Ruffia.